# Clasificación de OFC para la Copa Mundial de Fútbol de 2014
Para la Copa Mundial de Fútbol de 2014, la OFC recibió medio cupo. El sistema de clasificación se dispuso de la siguiente manera:
- Una ronda inicial que incluya a las 4 selecciones con peor ranking FIFA, equivalente a la Clasificación para la Copa de las Naciones de la OFC 2012. 3 selecciones fueron eliminadas y solo una pudo pasar a la segunda fase.

- La segunda fase constaba de la fase de grupos de la Copa de las Naciones de la OFC 2012, en la que jugaron 8 países (uno de ellos, el ganador de la primera ronda). Son divididas en dos grupos de cuatro equipos cada uno y los dos primeros de cada grupo avanzaron a la siguiente ronda.

- En la tercera ronda, las 4 selecciones que superaron la segunda fase se enfrentaron en un sistema de liga todos contra todos ida y vuelta.

- Quien resultó vencedor de la tercera ronda disputó la repesca ante el 4.º mejor posicionado del hexagonal final de la Concacaf.

## Primera fase
El proceso de clasificación se modificó respecto al de Sudáfrica 2010. Los Juegos del Pacífico eran entonces parte de la clasificatoria. En su reemplazo hay una primera fase; los 4 seleccionados con la más baja posición en la Clasificación Mundial de la FIFA (según la Clasificación mundial de la FIFA de julio de 2011) disputan una mini-liga entre el 22 y el 26 de noviembre de 2011. El primero de la tabla pasa de ronda y se suma a otros 7 seleccionados.
| Equipos         | Pts | PJ | PG | PE | PP | GF | GC | Dif |
| --------------- | --- | -- | -- | -- | -- | -- | -- | --- |
| Samoa           | 7   | 3  | 2  | 1  | 0  | 5  | 3  | 2   |
| Tonga           | 4   | 3  | 1  | 1  | 1  | 4  | 4  | 0   |
| Samoa Americana | 4   | 3  | 1  | 1  | 1  | 3  | 3  | 0   |
| Islas Cook      | 1   | 3  | 0  | 1  | 2  | 4  | 6  | -2  |

| Fecha                   | Lugar |                 |                            | Resultado                                                          |                            |                 |
| ----------------------- | ----- | --------------- | -------------------------- | ------------------------------------------------------------------ | -------------------------- | --------------- |
| 22 de noviembre de 2011 | Apia  | Samoa Americana | Bandera de Samoa Americana | 2:1 (1:0) Archivado el 22 de noviembre de 2011 en Wayback Machine. | Bandera de Tonga           | Tonga           |
| 22 de noviembre de 2011 | Apia  | Islas Cook      | Bandera de Islas Cook      | 2:3 (1:2) Archivado el 22 de noviembre de 2011 en Wayback Machine. | Bandera de Samoa           | Samoa           |
| 24 de noviembre de 2011 | Apia  | Samoa Americana | Bandera de Samoa Americana | 1:1 (1:0) Archivado el 27 de noviembre de 2011 en Wayback Machine. | Bandera de Islas Cook      | Islas Cook      |
| 24 de noviembre de 2011 | Apia  | Samoa           | Bandera de Samoa           | 1:1 (1:0) Archivado el 25 de noviembre de 2011 en Wayback Machine. | Bandera de Tonga           | Tonga           |
| 26 de noviembre de 2011 | Apia  | Tonga           | Bandera de Tonga           | 2:1 (1:1) Archivado el 22 de noviembre de 2011 en Wayback Machine. | Bandera de Islas Cook      | Islas Cook      |
| 26 de noviembre de 2011 | Apia  | Samoa           | Bandera de Samoa           | 1:0 (0:0) Archivado el 22 de noviembre de 2011 en Wayback Machine. | Bandera de Samoa Americana | Samoa Americana |

## Segunda fase
Esta segunda fase equivale a la ronda de grupos de la Copa de las Naciones de la OFC 2012. Incluye al ganador de la primera ronda y los 7 mejores seleccionados de Oceanía.
Los 8 equipos se dividen en 2 grupos de 4 equipos cada uno. Los 2 primeros de cada uno avanzan a la tercera fase y a la segunda de la Copa de las Naciones de la OFC.
Nueva Zelanda, Nueva Caledonia, Tahití e Islas Salomón pasaron de ronda.

### Sorteo
| Cabezas de Serie                           | Bolillero 2                                   |
| ------------------------------------------ | --------------------------------------------- |
| Nueva Zelanda Fiyi Nueva Caledonia Vanuatu | Islas Salomón Tahití Papúa Nueva Guinea Samoa |

### Resultados

#### Grupo A
| Equipo          | Pts | PJ | PG | PE | PP | GF | GC | Dif |
| --------------- | --- | -- | -- | -- | -- | -- | -- | --- |
| Tahití          | 9   | 3  | 3  | 0  | 0  | 18 | 5  | 13  |
| Nueva Caledonia | 6   | 3  | 2  | 0  | 1  | 17 | 6  | 11  |
| Vanuatu         | 3   | 3  | 1  | 0  | 2  | 8  | 9  | -1  |
| Samoa           | 0   | 3  | 0  | 0  | 3  | 1  | 24 | -23 |

| Fecha              | Lugar   |                 |                               | Resultado                                                      |                               |                 |
| ------------------ | ------- | --------------- | ----------------------------- | -------------------------------------------------------------- | ----------------------------- | --------------- |
| 1 de junio de 2012 | Honiara | Samoa           | Bandera de Samoa              | 1:10 (0:4) Archivado el 29 de mayo de 2012 en Wayback Machine. | Bandera de Polinesia Francesa | Tahití          |
| 1 de junio de 2012 | Honiara | Vanuatu         | Bandera de Vanuatu            | 2:5 (0:1) Archivado el 4 de junio de 2012 en Wayback Machine.  | Bandera de Nueva Caledonia    | Nueva Caledonia |
| 3 de junio de 2012 | Honiara | Vanuatu         | Bandera de Vanuatu            | 5:0 (1:0) Archivado el 10 de junio de 2012 en Wayback Machine. | Bandera de Samoa              | Samoa           |
| 3 de junio de 2012 | Honiara | Tahití          | Bandera de Polinesia Francesa | 4:3 (3:0) Archivado el 10 de junio de 2012 en Wayback Machine. | Bandera de Nueva Caledonia    | Nueva Caledonia |
| 5 de junio de 2012 | Honiara | Nueva Caledonia | Bandera de Nueva Caledonia    | 9:0 (6:0) Archivado el 10 de junio de 2012 en Wayback Machine. | Bandera de Samoa              | Samoa           |
| 5 de junio de 2012 | Honiara | Tahití          | Bandera de Polinesia Francesa | 4:1 (2:0) Archivado el 10 de junio de 2012 en Wayback Machine. | Bandera de Vanuatu            | Vanuatu         |

#### Grupo B
| Equipo             | Pts | PJ | PG | PE | PP | GF | GC | Dif |
| ------------------ | --- | -- | -- | -- | -- | -- | -- | --- |
| Nueva Zelanda      | 7   | 3  | 2  | 1  | 0  | 4  | 2  | 2   |
| Islas Salomón      | 5   | 3  | 1  | 2  | 0  | 2  | 1  | 1   |
| Fiyi               | 2   | 3  | 0  | 2  | 1  | 1  | 2  | -1  |
| Papúa Nueva Guinea | 1   | 3  | 0  | 1  | 2  | 2  | 4  | -2  |

| Fecha              | Lugar   |                    |                               | Resultado                                                      |                               |                    |
| ------------------ | ------- | ------------------ | ----------------------------- | -------------------------------------------------------------- | ----------------------------- | ------------------ |
| 2 de junio de 2012 | Honiara | Fiyi               | Bandera de Fiyi               | 0:1 (0:1) Archivado el 27 de mayo de 2012 en Wayback Machine.  | Bandera de Nueva Zelanda      | Nueva Zelanda      |
| 2 de junio de 2012 | Honiara | Islas Salomón      | Bandera de Islas Salomón      | 1:0 (1:0) Archivado el 27 de mayo de 2012 en Wayback Machine.  | Bandera de Papúa Nueva Guinea | Papúa Nueva Guinea |
| 4 de junio de 2012 | Honiara | Papúa Nueva Guinea | Bandera de Papúa Nueva Guinea | 1:2 (0:1) Archivado el 6 de junio de 2012 en Wayback Machine.  | Bandera de Nueva Zelanda      | Nueva Zelanda      |
| 4 de junio de 2012 | Honiara | Fiyi               | Bandera de Fiyi               | 0:0 Archivado el 6 de junio de 2012 en Wayback Machine.        | Bandera de Islas Salomón      | Islas Salomón      |
| 6 de junio de 2012 | Honiara | Papúa Nueva Guinea | Bandera de Papúa Nueva Guinea | 1:1 (0:1) Archivado el 10 de junio de 2012 en Wayback Machine. | Bandera de Fiyi               | Fiyi               |
| 6 de junio de 2012 | Honiara | Nueva Zelanda      | Bandera de Nueva Zelanda      | 1:1 (1:0) Archivado el 9 de junio de 2012 en Wayback Machine.  | Bandera de Islas Salomón      | Islas Salomón      |

### Segunda ronda
Aunque los resultados de las semifinales no tienen ningún efecto, puesto a que no cambian los participantes de la tercera ronda, estos partidos también son considerados por la FIFA como parte de la fase de clasificación, teniendo en cuenta a los goleadores y amonestados en las estadísticas oficiales.
|  | Semifinales          | Semifinales          |   |                                    | Final                              | Final               |  |
|  | 8 de junio de 2012   | 8 de junio de 2012   |   |                                    | 10 de junio de 2012                | 10 de junio de 2012 |  |
|  |                      |                      |   |                                    |                                    |                     |  |
|  | Lawson Tama, Honiara |                      |   |                                    |                                    |                     |  |
|  | Tahití               | 1                    |   |                                    |                                    |                     |  |
|  | Islas Salomón        | 0                    |   |                                    |                                    |                     |  |
|  |                      |                      |   |                                    |                                    |                     |  |
|  |                      |                      |   |                                    | Lawson Tama, Honiara               |                     |  |
|  |                      |                      |   |                                    | Tahití                             | 1                   |  |
|  |                      | Nueva Caledonia      | 0 |                                    |                                    |                     |  |
|  |                      |                      |   |                                    |                                    |                     |  |
|  |                      |                      |   |                                    |                                    |                     |  |
|  |                      |                      |   |                                    | Tercer lugar                       |                     |  |
|  | Lawson Tama, Honiara | Lawson Tama, Honiara |   | 10 de junio - Lawson Tama, Honiara | 10 de junio - Lawson Tama, Honiara |                     |  |
|  | Nueva Zelanda        | 0                    |   | Islas Salomón                      | 3                                  |                     |  |
|  | Nueva Caledonia      | 2                    |   |                                    | Nueva Zelanda                      | 4                   |  |

#### Semifinales
| 8 de junio de 2012, 11:00 (UTC+11) | Tahití       | 1:0 (1:0) | Islas Salomón | Lawson Tama, Honiara                                                      |                                                                           |
|                                    | J. Tehau 16' | Reporte   |               | Asistencia: 15.000 espectadores Árbitro(s): Peter O'Leary (Nueva Zelanda) | Asistencia: 15.000 espectadores Árbitro(s): Peter O'Leary (Nueva Zelanda) |

| 8 de junio de 2012, 15:00 (UTC+11) | Nueva Zelanda | 0:2 (0:0) | Nueva Caledonia              | Lawson Tama, Honiara                                                |                                                                     |
|                                    |               | Reporte   | Kai 60' · Gope-Fenepej 90+2' | Asistencia: 10.000 espectadores Árbitro(s): Norbert Hauata (Tahití) | Asistencia: 10.000 espectadores Árbitro(s): Norbert Hauata (Tahití) |

#### Tercer lugar
| 10 de junio de 2012, 11:00 (UTC+11) | Islas Salomón                | 3:4 (0:3) | Nueva Zelanda                     | Lawson Tama, Honiara                                                    |                                                                         |
|                                     | Teleda 48' · Totori 54', 88' | Reporte   | Wood 11', 25', 30' · Smeltz 90+4' | Asistencia: 15.000 espectadores Árbitro(s): Abdelkader Zitouni (Tahití) | Asistencia: 15.000 espectadores Árbitro(s): Abdelkader Zitouni (Tahití) |

#### Final
| 10 de junio de 2012, 15:00 (UTC+11) | Tahití        | 1:0 (1:0) | Nueva Caledonia | Lawson Tama, Honiara                                                      |                                                                           |
|                                     | Chong Hue 11' | Reporte   |                 | Asistencia: 10.000 espectadores Árbitro(s): Peter O'Leary (Nueva Zelanda) | Asistencia: 10.000 espectadores Árbitro(s): Peter O'Leary (Nueva Zelanda) |

## Tercera fase
Las primeras dos selecciones de cada grupo de la Segunda Fase juegan un sistema de liga todos contra todos ida y vuelta. Los cotejos se jugarán del 7 de septiembre de 2012 al 26 de marzo de 2013. El ganador de esta fase disputará la repesca ante un equipo de Concacaf (el 4º puesto del Hexagonal Final de las eliminatorias de Norteamérica, Centroamérica y el Caribe). El 26 de junio se confirmó el fixture, pero no las sedes de los encuentros. En los días subsiguientes, las federaciones de las Islas Salomón, Nueva Caledonia y Tahití confirmaron las sedes de sus respectivos partidos de local. La Asociación de Fútbol de Nueva Zelanda decidió los estadios en los que se jugarán dos partidos y determinó la sede del tercero recién el 10 de febrero de 2013.
| Equipo          | Pts | PJ | PG | PE | PP | GF | GC | Dif |
| --------------- | --- | -- | -- | -- | -- | -- | -- | --- |
| Nueva Zelanda   | 18  | 6  | 6  | 0  | 0  | 17 | 2  | +15 |
| Nueva Caledonia | 12  | 6  | 4  | 0  | 2  | 17 | 6  | +11 |
| Tahití          | 3   | 6  | 1  | 0  | 5  | 2  | 12 | -10 |
| Islas Salomón   | 3   | 6  | 1  | 0  | 5  | 5  | 21 | -16 |

| Fecha                    | Lugar        |                 |                               | Resultado |                               |                 |
| ------------------------ | ------------ | --------------- | ----------------------------- | --------- | ----------------------------- | --------------- |
| 7 de septiembre de 2012  | Honiara      | Islas Salomón   | Bandera de Islas Salomón      | 2:0       | Bandera de Polinesia Francesa | Tahití          |
| 7 de septiembre de 2012  | Numea        | Nueva Caledonia | Bandera de Nueva Caledonia    | 0:2 (0:2) | Bandera de Nueva Zelanda      | Nueva Zelanda   |
| 11 de septiembre de 2012 | Auckland     | Nueva Zelanda   | Bandera de Nueva Zelanda      | 6:1 (2:0) | Bandera de Islas Salomón      | Islas Salomón   |
| 11 de septiembre de 2012 | Papeete      | Tahití          | Bandera de Polinesia Francesa | 0:4 (0:0) | Bandera de Nueva Caledonia    | Nueva Caledonia |
| 12 de octubre de 2012    | Honiara      | Islas Salomón   | Bandera de Islas Salomón      | 2:6 (1:2) | Bandera de Nueva Caledonia    | Nueva Caledonia |
| 12 de octubre de 2012    | Papeete      | Tahití          | Bandera de Polinesia Francesa | 0:2       | Bandera de Nueva Zelanda      | Nueva Zelanda   |
| 16 de octubre de 2012    | Christchurch | Nueva Zelanda   | Bandera de Nueva Zelanda      | 3:0 (1:0) | Bandera de Polinesia Francesa | Tahití          |
| 16 de octubre de 2012    | Numea        | Nueva Caledonia | Bandera de Nueva Caledonia    | 5:0 (4:0) | Bandera de Islas Salomón      | Islas Salomón   |
| 22 de marzo de 2013      | Dunedin      | Nueva Zelanda   | Bandera de Nueva Zelanda      | 2:1       | Bandera de Nueva Caledonia    | Nueva Caledonia |
| 22 de marzo de 2013      | Papeete      | Tahití          | Bandera de Polinesia Francesa | 2:0 (1:0) | Bandera de Islas Salomón      | Islas Salomón   |
| 26 de marzo de 2013      | Honiara      | Islas Salomón   | Bandera de Islas Salomón      | 0:2       | Bandera de Nueva Zelanda      | Nueva Zelanda   |
| 26 de marzo de 2013      | Numea        | Nueva Caledonia | Bandera de Nueva Caledonia    | 1:0       | Bandera de Polinesia Francesa | Tahití          |

## Repesca
La repesca constó de una eliminatoria de ida y vuelta entre Nueva Zelanda, selección ganadora de la tercera fase, y México, el 4.º mejor posicionado en el hexagonal final de la Concacaf. Finalmente, ningún seleccionado de Oceanía clasificó a la Copa del Mundo ya que Nueva Zelanda perdió por un global de 9-3.
El horario del partido de ida corresponde al huso horario de México (UTC -6), mientras que en el de vuelta tiene relación con el de Nueva Zelanda (UTC +13).
| 13 de noviembre de 2013 14:30 | México                                                              | 5:1 (2:0) | Nueva Zelanda | Estadio Azteca, Ciudad de México                          |                                                           |
|                               | Aguilar 32' · R. Jiménez 40' · O. Peralta 48', 80' · R. Márquez 84' | Reporte   | C. James 85'  | Asistencia: 99 832 espectadores Árbitro(s): Viktor Kassai | Asistencia: 99 832 espectadores Árbitro(s): Viktor Kassai |

| 20 de noviembre de 2013, 19:00 | Nueva Zelanda                | 2:4 (0:3) | México                                 | Westpac Stadium, Wellington                             |                                                         |
|                                | C. James 80' · R. Fallon 82' | Reporte   | O. Peralta 14', 29', 33' · C. Peña 86' | Asistencia: 35 206 espectadores Árbitro(s): Felix Brych | Asistencia: 35 206 espectadores Árbitro(s): Felix Brych |

## Estadísticas

### Clasificación Final
| Equipo | Equipo             | Pts | PJ | PG | PE | PP | GF | GC | Dif | Rend  |
| ------ | ------------------ | --- | -- | -- | -- | -- | -- | -- | --- | ----- |
| 1      | Tahití             | 25  | 11 | 8  | 1  | 2  | 27 | 13 | 14  | 84,8% |
| 2      | Nueva Zelanda      | 23  | 13 | 7  | 2  | 4  | 26 | 20 | 6   | 83,6% |
| 3      | Nueva Caledonia    | 18  | 11 | 6  | 0  | 5  | 33 | 17 | 16  | 54,5% |
| 4      | Samoa              | 7   | 6  | 2  | 1  | 3  | 6  | 27 | -21 | 44,2% |
| 5      | Islas Salomón      | 7   | 11 | 1  | 4  | 6  | 9  | 25 | -34 | 38,8% |
| 6      | Vanuatu            | 3   | 3  | 1  | 0  | 2  | 8  | 9  | -1  | 33,3% |
| 7      | Fiyi               | 2   | 3  | 0  | 2  | 1  | 1  | 2  | -1  | 22,2% |
| 8      | Papúa Nueva Guinea | 1   | 3  | 0  | 1  | 2  | 2  | 4  | -2  | 11,1% |
| 9      | Tonga              | 4   | 3  | 1  | 1  | 1  | 4  | 4  | 0   | 44,4% |
| 10     | Samoa Americana    | 4   | 3  | 1  | 1  | 1  | 3  | 3  | 0   | 44,4% |
| 11     | Islas Cook         | 1   | 3  | 0  | 1  | 2  | 4  | 6  | -2  | 11,1% |

### Goleadores
| Jugador              | Selección       | Goles |
| -------------------- | --------------- | ----- |
| Georges Gope-Fenepej | Nueva Caledonia | 8     |
| Jacques Haeko        | Nueva Caledonia | 7     |
| Chris Wood           | Nueva Zelanda   | 7     |
| Shane Smeltz         | Nueva Zelanda   | 5     |
| Lorenzo Tehau        | Tahití          | 5     |
| Bertrand Kaï         | Nueva Caledonia | 5     |
| César Lolohea        | Nueva Caledonia | 4     |
| Roy Kayara           | Nueva Caledonia | 4     |
| Benjamin Totori      | Islas Salomón   | 4     |
| Alvin Tehau          | Tahití          | 4     |
| Jonathan Tehau       | Tahití          | 4     |
| Robert Tasso         | Vanuatu         | 3     |
| Chris Killen         | Nueva Zelanda   | 3     |
| Nicolas Vallar       | Tahití          | 3     |